# Reserva de la Biosfera Dehesas de Sierra Morena
Les Dehesas de Sierra Morena són una reserva de la biosfera d'Espanya, declarada el 8 de novembre de 2002, després d'una proposta realitzada per la Junta d'Andalusia. Integra quaranta-tres municipis en tres províncies andaluses: Província de Huelva, Província de Sevilla i Província de Cordova. Dins l'àrea d'aquesta reserva hi viuen més de 90.000 persones. L'autoritat que ho administra és la Conselleria de Medi Ambient de la Junta d'Andalusia.

## Extensió
Aquesta reserva de la biosfera està formada per tres parcs naturals:
- el Parc Natural Sierra de Hornachuelos a la part occidental de la província de Còrdova. Són muntanyes amb cingles creuats pels rius Bembézar i Guadalora. El camí de les Herrerías surt de Huerta del Rey, passant per boscos d'alzina, alzina surera i olivera. La seva superfície s'estén pels termes municipals d'Almodóvar del Río, Hornachuelos, Posadas, Villaviciosa de Córdoba i una petita part de la ciutat de Còrdova. *el Parc Natural de la Serra Nord de Sevilla a la província de Sevilla. Hi predomina el paisatge de devesa, format per la ramaderia extensiva, l'extracció de suro i la caça. Per aquesta zona hi passen els rius Viar, Retortillo i Huéznar.
- el Parc Natural Sierra de Aracena y Picos de Aroche a la Província de Huelva. És una zona de mitja muntanya amb ramaderia porcina. No arriba als 1.000 msnm. Hi ha paisatge de devesa mediterrània amb elements propis del bosc atlàntic com els castanyers i els saücs.

L'extensió total són 424.400 hectàrees. L'alçada d'aquesta reserva és de 80 a 1010 msnm. Els límits són els següents: al nord38° 12′ 53.8″ N, 06° 55′ 50.3″ O / 38.214944°N,6.930639°O, al sud 37° 42′ 56.7″ N, 05° 52′ 12.5″ O / 37.715750°N,5.870139°O, a l'est 37° 56′ 7.5″ N, 04° 58′ 34″ O / 37.935417°N,4.97611°O i a l'oest 38° 01′ 8.8″ N, 06° 55′ 12.5″ O / 38.019111°N,6.920139°O.

## Flora
El seu principal ecosistema són els boscos de vegetació esclerofil·la de fulla perenne i d'arbust. Les deveses són un sistema agropecuari de gran biodiversitat. L'hàbitat predominant d'aquesta reserva és la devesa, dominat sobretot per les alzines i per les alzines sureres de les quals se n'extreu el suro. També s'hi troben representats els roures garriguencs, que es troben conjuntament amb les alzines sureres a la part més humida, i els rebolls. A prop de la Vega del Guadalquivir hi ha oliveres. És la singularitat de la devesa en relació amb l'agricultura mundial que va ser determinant perquè la Unesco nomenés reserva aquesta zona, ja que és un model de desenvolupament sostenible.
A part de la devesa, es pot trobar a les muntanyes el típic matoll mediterrani amb zones d'espècies d'arbust noble: garric, llentiscle, terebint, esparraguera silvestre, murtra i arboç.
Al costat dels trams dels rius es poden veure boscos de ribera amb arbres com verns, oms, freixes i lledoners. També hi ha pollancres, heura i arç. Als rius hi ha plantes aquàtiques com ranuncle i lemna.
Finalment, s'han de mencionar altres hàbitats de menor extensió, com són els boscos de castanyer, a la zona del Parc Natural de Sierra de Aracena i Picos de Aroche; així com zones d'agricultura tradicional amb oliveres i, a la meitat sud, un enclavament calcari amb garrofers, margallons i oliveres silvestres.

## Fauna
La fauna és típicament mediterrània. Quant als mamífers, s'ha de citar el linx ibèric en perill d'extinció, la mangosta comú, el llop, la llúdria, la rata cellarda, el porc senglar i el cérvol. Pel que fa a les aus, cal citar l'àguila imperial ibèrica, l'àguila marcenca, l'àguila reial i l'àguila perdiuera. A la Sierra de Hornachuelos hi ha la segona colònia de voltor negre d'Andalusia i colònies de voltor comú. Encara que són escasses, també hi ha una espècie amenaçada, la cigonya negra.

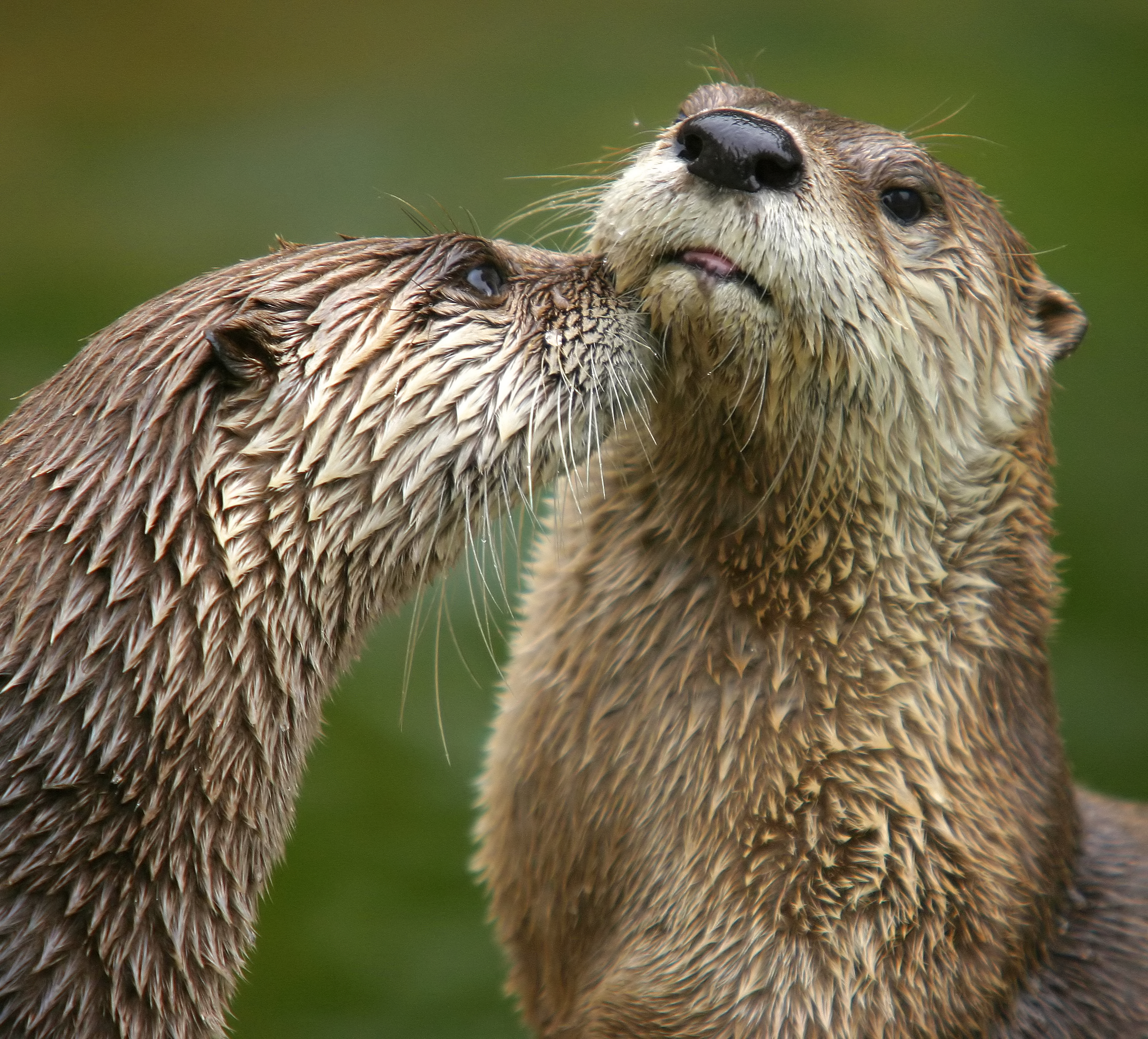
Llúdria
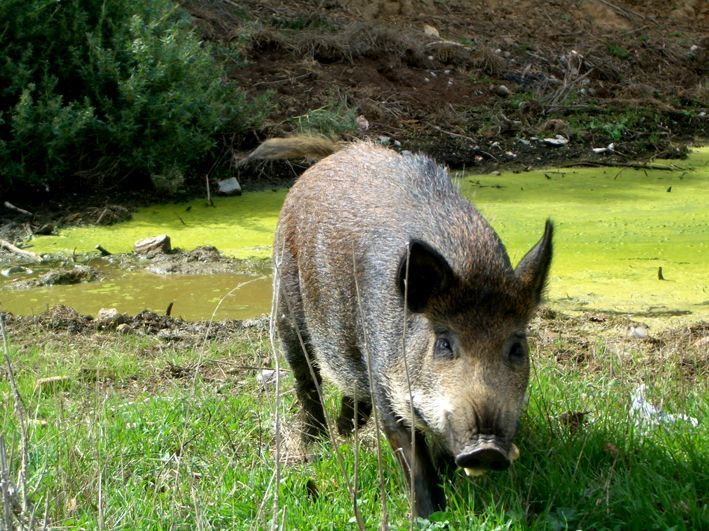
Porc senglar
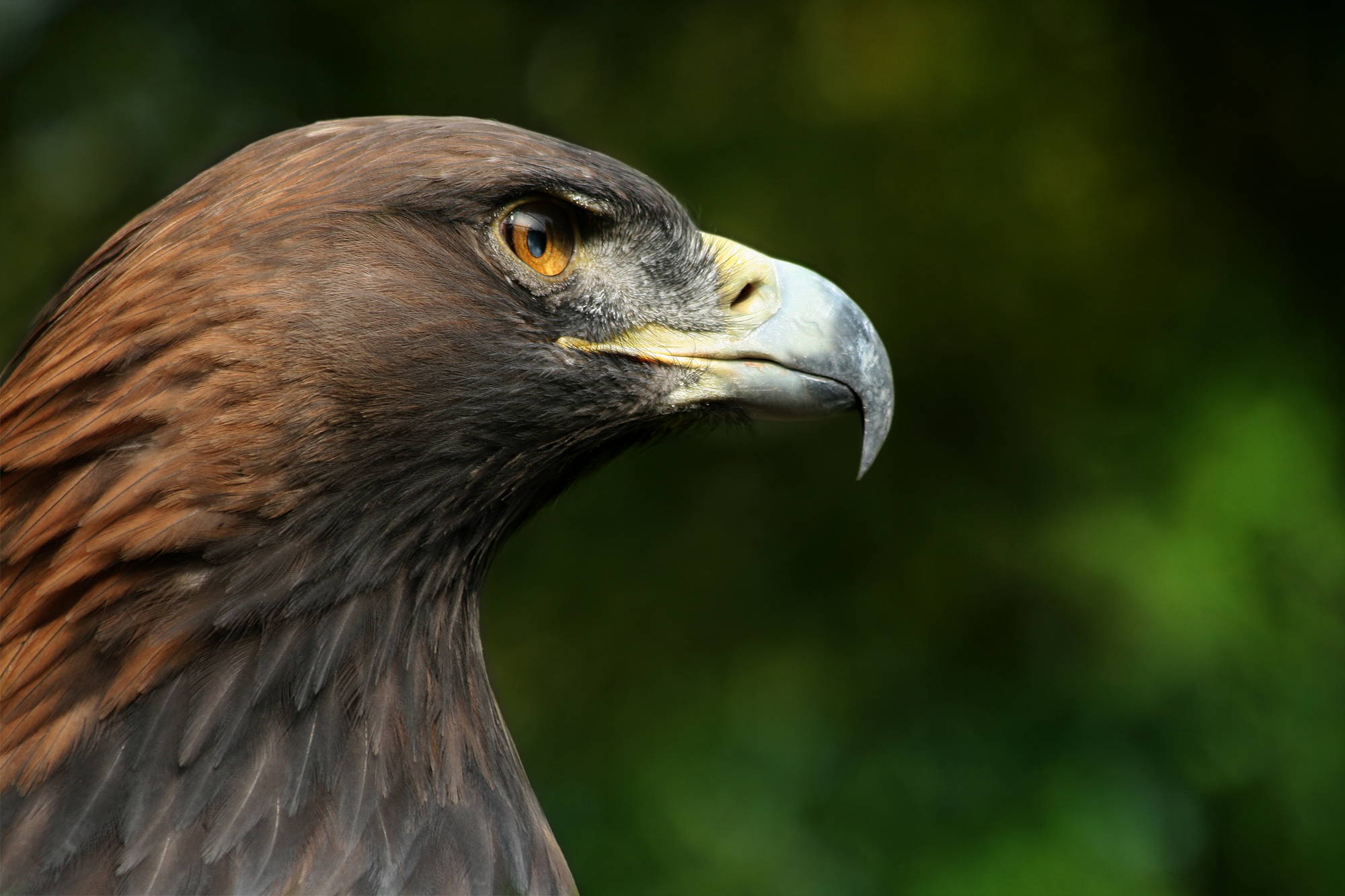
Àguila reial

## Activitat humana
Se segueixen desenvolupant a la reserva activitats humanes tradicionals com la cria de ramaderia de baixa intensitat o l'explotació de les alzines. També hi ha indústries de transformació agrària. I és una zona on es desenvolupa el turisme verd o agroturisme.
Del patrimoni cultural destaquen les restes romanes a prop de Posadas i en aquest mateix municipi, la Torre del Ochavo i la Torre de Guadacabrilla o Torre de la Cabrilla, de l'època andalusina.